# Diethard Tautz

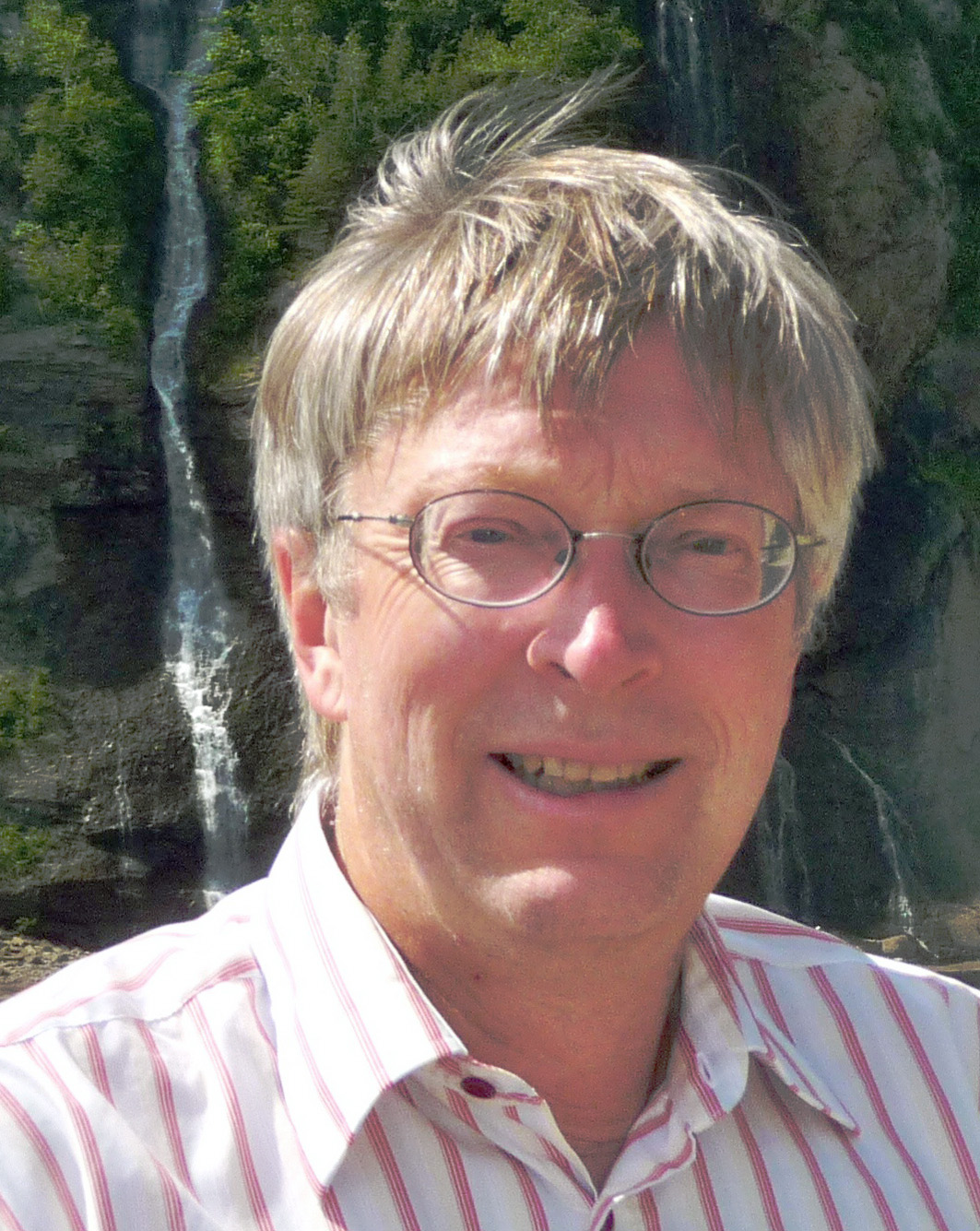
Diethard Tautz

Diethard Tautz (* 17. August 1957 in Glonn) ist ein deutscher Biologe, Molekulargenetiker und Direktor am Max-Planck-Institut für Evolutionsbiologie in Plön. Er beschäftigt sich mit den molekularen Grundlagen der Evolution und genetischen Prozessen der natürlichen Selektion.
Er beschrieb im Rahmen seiner Doktorarbeit das heutzutage in der Forensik angewandte Verfahren zur Bestimmung des genetischen Fingerabdrucks.

## Leben
Tautz studierte von 1976 bis 1981 Biologie an der Universität Frankfurt am Main und an der Universität Tübingen. Für seine Doktorarbeit forschte er als Doktorand von Manfred Renz am ehemaligen Max-Planck-Institut für Biologie in Tübingen und am European Molecular Biology Laboratory (EMBL) in Heidelberg und schloss die Promotion 1983 in Tübingen ab. Anschließend forschte er zwei Jahre als Postdoc bei Gabriel Dover am Department of Genetics in Cambridge, England. Von 1985 bis 1988 arbeitete er am Max-Planck-Institut für Entwicklungsbiologie in Tübingen als Postdoc bei Herbert Jäckle. Nach der Habilitation im Fach Molekularbiologie in Tübingen im Jahr 1988 wurde er Gruppenleiter am Institut für Genetik der Ludwig-Maximilians-Universität München. 1991 wurde er als Professor an das Zoologische Institut der LMU München berufen. 1998 erhielt er einen Ruf an das Institut für Genetik der Universität zu Köln. Seit 2006 ist Tautz Wissenschaftliches Mitglied der Max-Planck-Gesellschaft und Direktor am MPI für Evolutionsbiologie in Plön sowie Honorarprofessor an der Christian-Albrechts-Universität zu Kiel.

## Mitgliedschaften
Tautz ist Mitglied in mehreren wissenschaftlichen Gesellschaften, von 2005 bis 2006 war er Präsident der Deutschen Zoologischen Gesellschaft und von 2009 bis 2010 Präsident des Verbandes Biologie, Biowissenschaften und Biomedizin in Deutschland (VBIO). Er ist gewähltes Mitglied des European Molecular Biology Organization, der Nordrhein-Westfälischen Akademie der Wissenschaften und der Deutschen Akademie der Naturforscher Leopoldina. Er ist Mitherausgeber (editorial board) verschiedener wissenschaftlicher Zeitschriften und derzeit Senior Editor von „eLIFE“ und Senior Editor von „Molecular Ecology“.

## Ehrungen und Auszeichnungen
- 1990 Gerhard-Hess-Preis der Deutschen Forschungsgemeinschaft DFG
- 1995 Philip Morris Forschungspreis für die Entwicklung des genetischen Fingerabdrucks
- 1998 De-Snoo-van-’t-Hoogerhuys Preis für die Arbeiten zur Evolution von Entwicklungsprozessen
- 2016 Karl-Ritter-von-Frisch-Medaille der Deutschen Zoologischen Gesellschaft für ein herausragendes wissenschaftliches Lebenswerk[9][10]
- 2021 Bundesverdienstkreuz 1. Klasse

## Ausgewählte Publikationen
- D. Tautz, M. Renz: Simple sequences are ubiquitous repetitive components of eukaryotic genomes. In: Nucleic Acids Research. 12, 1984, S. 4127–4138.
- D. Tautz: Hypervariability of simple sequences as a general source for polymorphic DNA markers. In: Nucleic Acids Research. 17, 1989, S. 6463–6471.
- D. Tautz, R. Lehmann, H. Schnürch, R. Schuh, E. Seifert, A. Kienlin, K. Jones, H. Jäckle: Finger protein of novel structure encoded by hunchback, a second member of the gap class of Drosophila segmentation genes. In: Nature. 327, 1987, S. 383–389.
- D. Tautz, C. Pfeifle: A non-radioactive in situ hybridization method for the localization of specific RNAs in Drosophila embryos reveals translational control of the segmentation gene hunchback. In: Chromosoma. 98, 1989, S. 81–85.
- D. Tautz: Segmentation. In: Developmental Cell. 7, 2004, S. 301–312.
- R. J. Sommer, D. Tautz: Involvement of an orthologue of the Drosophila pair-rule gene hairy in segment formation of the short germ-band embryo of Tribolium (Coleoptera). In: Nature. 361, 1993, S. 448–450.
- Tribolium Sequencing Consortium: The genome of the model beetle and pest Tribolium castaneum. In: Nature. 452, 2008, S. 949–955.
- U. K. Schliewen, D. Tautz, S. Pääbo: Sympatric speciation suggested by monophyly of crater lake cichlids. In: Nature. 368, 1994, S. 629–632.
- A. W. Nolte, J. Freyhof, K. C. Stemshorn, D. Tautz: An invasive lineage of sculpins, Cottus sp. (Pisces, Teleostei) in the Rhine with new habitat adaptations has originated from hybridization between old phylogeographic groups. In: Proceedings of the Royal Society – Biological Sciences (Series B). 272, 2005, S. 2379–2387.
- M. Friedrich, D. Tautz: Ribosomal DNA phylogeny of the major extant arthropod classes and the evolution of myriapods. In: Nature. 376, 1995, S. 165–167.
- T. Domazet-Loso, D. Tautz: An evolutionary analysis of orphan genes in Drosophila. In: Genome Research. 13, 2003, S. 2213–2219.
- T. J. Heinen, F. Staubach, D. Häming, D. Tautz: Emergence of a new gene from an intergenic region. In: Curr Biology. 19, 2009, S. 1527–1531.
- J. Savard, H. Marques-Souza, M. Aranda, D. Tautz: A segmentation gene in Tribolium produces a polycistronic mRNA that codes for multiple conserved peptides. In: Cell. 126, 2006, S. 559–569.
- S. Ihle, I. Ravaoarimanana, M. Thomas, D. Tautz: An Analysis of Signatures of Selective Sweeps in Natural Populations of the House Mouse. In: Molecular Biology and Evolution. 23, 2006, S. 790–797.
- F. Staubach, A. Lorenc, P. W. Messer, K. Tang, D. A. Petrov, D. Tautz: Genome Patterns of Selection and Introgression of Haplotypes in Natural Populations of the House Mouse (Mus musculus). In: PLoS Genetics. 8, 2012, S. e1002891.
- L. F. Pallares, B. Harr, L. M. Turner, D. Tautz: Use of a natural hybrid zone for genome-wide association mapping of craniofacial traits in the house mouse. In: Molecular Ecology. 23, 2014, S. 5756–5770.